# Chris Robinson (regista)
Chris Robinson (Edgewood, ...) è un regista statunitense.

## Biografia
È noto come regista di videoclip musicali e di pubblicità. Il suo primo film da regista è datato 2006 ed è intitolato ATL. Il film vede anche il debutto da attore del rapper T.I..

## Videografia
- 50 Cent featuring Ne-Yo - "Baby by Me"
- Akon - "Sorry, Blame It on Me"
- Alicia Keys - "Fallin'"
- Alicia Keys - "Karma"
- Alicia Keys - "Superwoman"
- Alicia Keys - "Teenage Love Affair"
- Alicia Keys - "You Don't Know My Name"
- Alicia Keys featuring Maxwell - "Fire We Make"
- Amerie - "1 Thing" (codiretto da Amerie)
- Amerie featuring T.I. - "Touch"
- ASAP Rocky - "Wild for the Night"
- Bif Naked - "I Love Myself Today"
- Big Boi - "Shutterbugg"
- Big Pun - "100%"
- Big Pun featuring Donell Jones - "It's So Hard"
- Big Pun featuring Fat Joe - "Twinz (Deep Cover '98)"
- Boyz II Men - "The Color of Love"
- Brandy - "Full Moon"
- Brandy - "Long Distance"
- Brooke Valentine featuring Lil Jon and Big Boi - "Girlfight"
- Busta Rhymes featuring Mariah Carey and Flipmode Squad - "I Know What You Want"
- Busta Rhymes featuring Rick James - "In the Ghetto"
- Busta Rhymes featuring Sean Combs and Pharrell - "Pass the Courvoisier, Part II"
- Busta Rhymes featuring Lil Wayne and Jadakiss - "Respect My Conglomerate"
- Busta Rhymes featuring Linkin Park - "We Made It"
- Capone-N-Noreaga - "Y'all Don't Wanna Fuck with Us"
- Cassie featuring Lil Wayne - "Official Girl"
- Ciara featuring Young Jeezy - "Never Ever"
- Common featuring Lily Allen - "Drivin' Me Wild"
- Erykah Badu - "Honey" (sotto lo pseudonimo Mr. Roboto)
- Dave Navarro - "Hungry"
- DMX featuring Faith Evans - "I Miss You"
- DMX - "Lord Give Me a Sign"
- Dream featuring P. Diddy and Kain - "This Is Me (Remix)"
- Eminem featuring Lil Wayne - "No Love"
- Estelle featuring Rick Ross - "Break My Heart"
- Faith Evans - "Again"
- Faith Evans featuring Carl Thomas - "Can't Believe"
- Faith Evans - "You Gets No Love"
- Fat Joe featuring Lil Wayne - "Make It Rain"
- Fat Joe featuring Puff Daddy - "Don Cartagena"
- Fefe Dobson - "Everything"
- Flo Rida featuring Nelly Furtado - "Jump"
- Frankie Cutlass - "The Cypher Part 3"
- Gilbere Forte - "Black Chukkas"
- Ginuwine - "None of Ur Friends Business"
- Ginuwine - "So Anxious"
- Ginuwine - "In Those Jeans"
- Gucci Mane featuring Swizz Beatz - "Gucci Time"
- J. Holiday - "Be with Me"
- Jay-Z - "Anything"
- Jay-Z - "Change Clothes"
- Jay-Z - "La-La-La (Excuse Me Miss Again)"
- Jay-Z - "Roc Boys (And the Winner Is)..."
- Jay-Z featuring Beyoncé - "'03 Bonnie & Clyde"
- Jamie Foxx featuring Drake - "Fall for Your Type"
- Jennifer Hudson - "Spotlight"
- Jennifer Hudson and Ne-Yo featuring Rick Ross - "Think Like a Man"
- JoJo - "Too Little Too Late"
- Jordin Sparks featuring Chris Brown - "No Air"
- Jordin Sparks - "S.O.S. (Let the Music Play)"
- Joss Stone - "You Had Me"
- Keri Hilson featuring Kanye West and Ne-Yo - "Knock You Down"
- Keyshia Cole and Monica - "Trust"
- LeToya Luckett - "She Don't"
- LeToya Luckett - "Torn"
- Lil' Mo featuring Fabolous - "Superwoman Pt. II"
- Lil' Mo - "Gangsta (Love 4 the Streets)"
- Lil Wayne - "How to Love"
- Lil Wayne - "On Fire"
- Lil Wayne featuring Eminem - "Drop the World"
- Lord Tariq and Peter Gunz - "Deja Vu (Uptown Baby)"
- Ludacris featuring Plies - "Nasty Girl"
- Ludacris featuring T-Pain - "One More Drink"
- Mary J. Blige - "Not Today"
- Mary J. Blige - "We Got Hood Love"
- Mandy Moore - "Candy"
- Mario featuring Gucci Mane and Sean Garrett - "Break Up"
- Mario - "Thinkin' About You"
- Mic Geronimo - "Nothin' Move But the Money"
- Monica - "A Dozen Roses (You Remind Me)"
- Monica - "All Eyez on Me"
- Monica - "Anything (To Find You)"
- Monica - "Knock Knock / Get It Off"
- Monica - "So Gone"
- Monica - "Everything to Me"
- Monica - "Love All Over Me"
- Musiq Soulchild - "Halfcrazy"
- Musiq Soulchild - "Girl Next Door"
- Musiq Soulchild - "Dontchange"
- Mýa featuring Jadakiss - "The Best of Me"
- Nas - "Daughters"
- Nas - "I Can"
- Nas featuring The Game and Chris Brown - "Make the World Go Round"
- Nas - "One Mic"
- Nate Dogg featuring Fabolous, Kurupt and B.R.E.T.T - "I Got Love (Remix)"
- Nelly - "'N' Dey Say"
- Nelly - "Wadsyaname"
- Nicki Minaj featuring Drake - "Moment 4 Life"
- Nivea - "Don't Mess with the Radio"
- Ne-Yo - "Miss Independent"
- P. Diddy featuring Black Rob and Mark Curry - "Bad Boy for Life"
- R. Kelly featuring Keri Hilson - "Number One"
- Ras Kass featuring Dr. Dre and Mack 10 - "Ghetto Fabulous"
- Rick Ross featuring Usher - "Touch'N You"
- Santana featuring Sean Paul - "Cry Baby Cry"
- Shyne featuring Barrington Levy - "Bonnie & Shyne"
- Snoop Dogg featuring Pharrell Williams - "Beautiful"
- Swizz Beatz featuring Alicia Keys - "International Party"
- Three 6 Mafia - "Hit 'Em"
- T.I. featuring Justin Timberlake - "Dead and Gone"
- T.I. - "I'm Serious"
- T.I. featuring Jamie Foxx - "Live in the Sky"
- T.I. - "What You Know"
- T.I. - "Why You Wanna"
- T.I. featuring Wyclef Jean - "You Know What It Is"
- Timbaland & Magoo featuring Fatman Scoop - "Drop"
- Tela - "Tired of Ballin'"
- The Beatnuts featuring Big Pun and Cuban Link - "Off the Books"
- Tweet - "Call Me"
- Tyga - "Rack City"
- Usher - "Confessions Part II"
- Usher and Alicia Keys - "My Boo"
- Usher - "Trading Places"
- Wale featuring Gucci Mane - "Pretty Girls"
- Wale featuring Lady Gaga - "Chillin"
- Wale - "Nike Boots"
- Young Jeezy featuring R. Kelly - "Go Getta"
- Young Jeezy featuring Keyshia Cole - "Dreamin'"
- Chris Brown featuring Drake - "No guidance"